# Chiesa evangelica riformata in Lituania

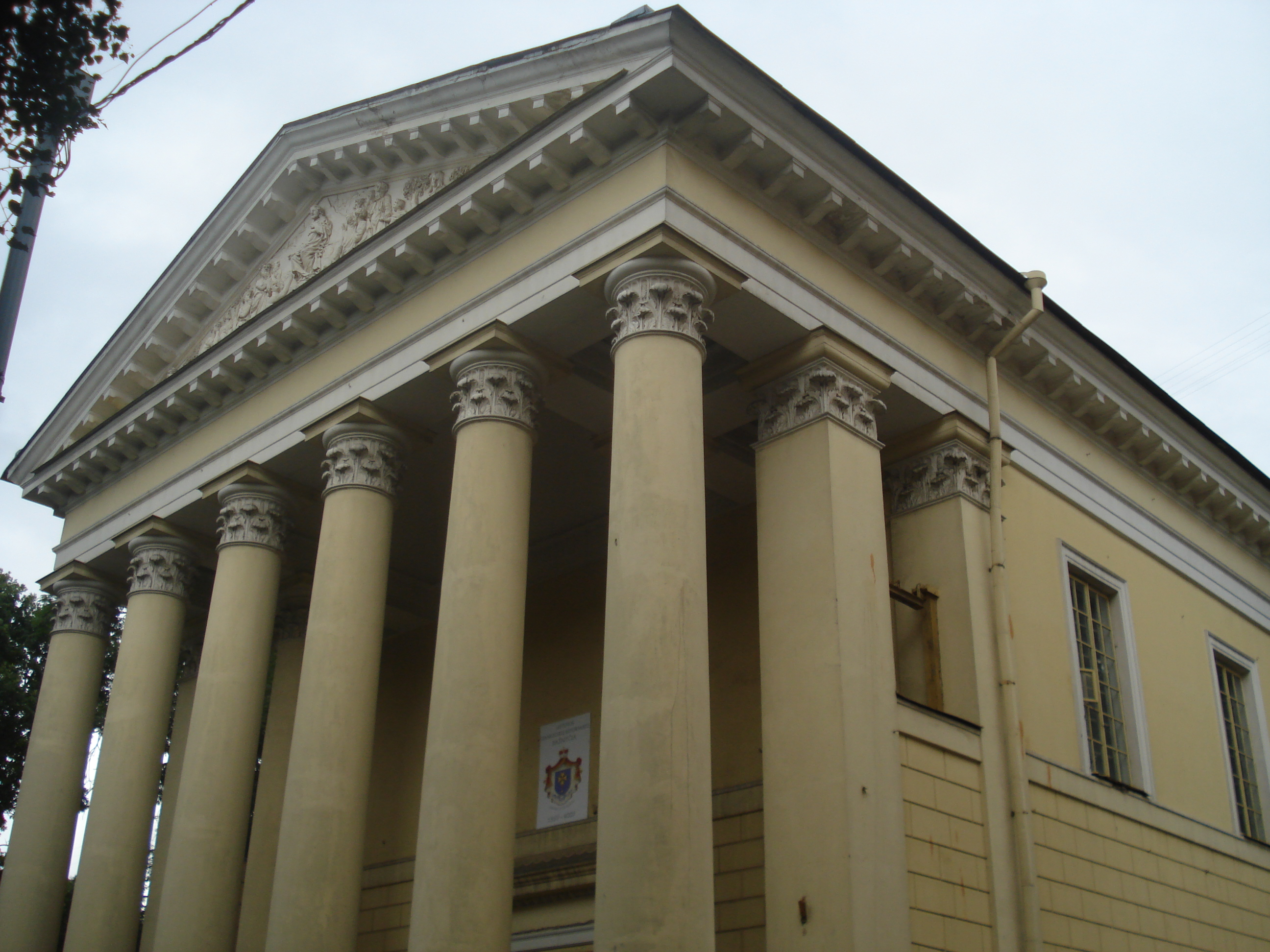
Chiesa evangelica riformata a Vilnius

La Chiesa evangelica riformata in Lituania – Unitas Lithuaniae (in lituano: Lietuvos evangelikų reformatų Bažnyčia – Unitas Lithuaniae) risale all'epoca della Riforma.
Oggi conta circa 7.000 membri, che corrispondono allo 0,2 % del totale della popolazione della Lituania.

## Storia

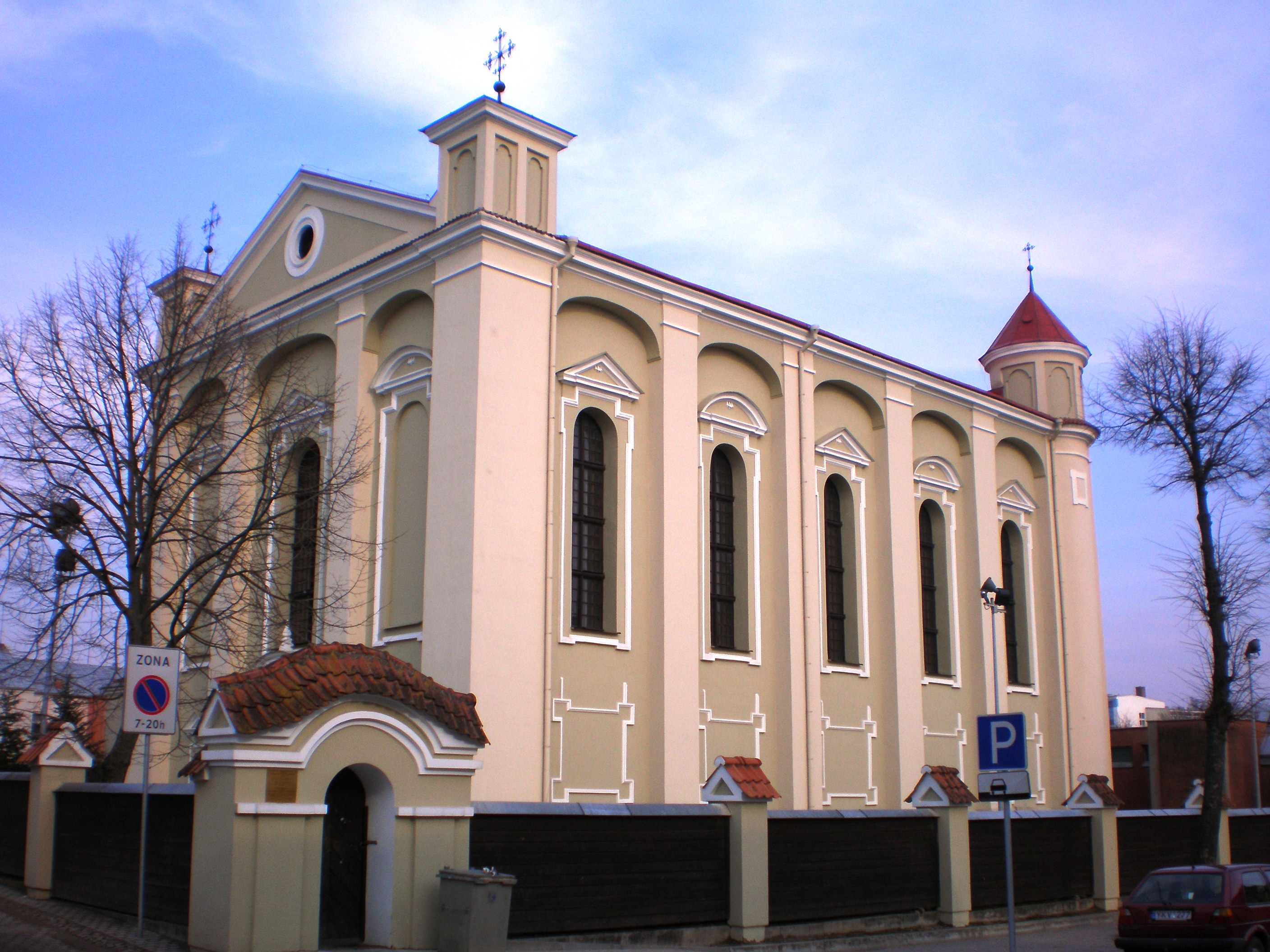
Chiesa evangelica riformata a Kėdainiai

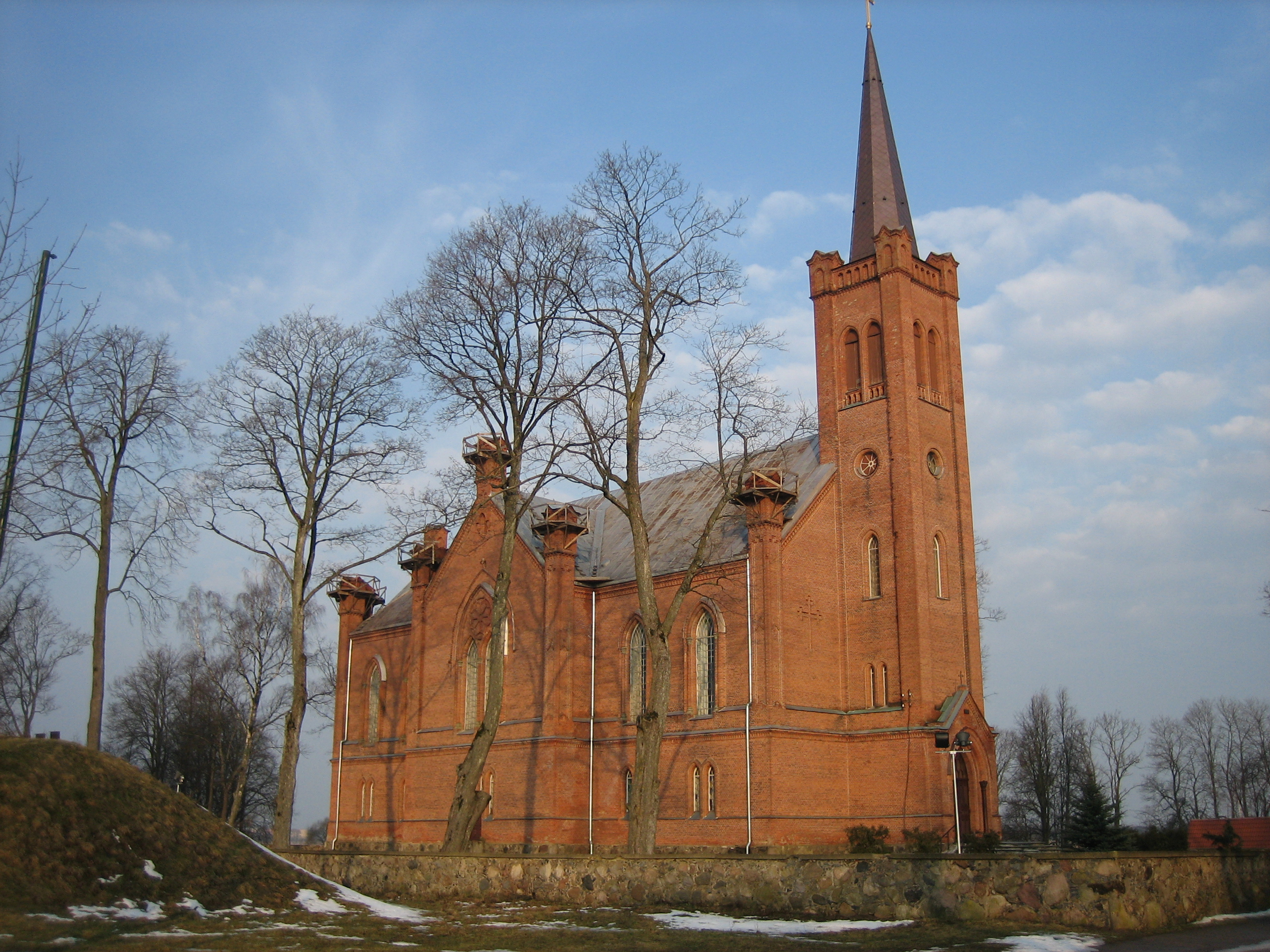
Chiesa evangelica riformata a Biržai

Il primo culto riformato in Lituania fu celebrato nel 1553 a Vilnius. Come data di fondazione della Chiesa riformata in Lituania si indica il 14 dicembre 1557, quando a Vilnius, nell'allora Granducato di Lituania, fu tenuto il primo sinodo riformato. Anche se i Lituani inviavano i loro rappresentanti al sinodo generale polacco-lituano, essi avevano un'amministrazione ecclesiastica autonoma. La concisa definizione latina Unitas Lithuaniae risale a questi albori.
Oltre alla sua apertura ad influssi polacchi, la chiesa lituana accolse anche profughi riformati dalla Francia (Ugonotti), Scozia (seguaci di John Knox) ed altri Paesi ed era una comunità multilinguistica.
Nel 1565, ancor prima che Fausto Sozzini in Polonia si ergesse contro la Trinità, la Confraternita lituana antitrinitaria si separò dalla Chiesa evangelica riformata. A causa delle guerre e della Controriforma, la Chiesa venne ulteriormente indebolita, ma contava ancora fino alla Seconda Guerra Mondiale circa 10.000 membri. Durante il regime sovietico (dal 1944) fu vietata l'istruzione di pastori, di cui l'ultimo decedette nel 1982. Fino al 1992 intervenne un pastore  luterano. Anche a seguito della riottenuta indipendenza della Lituania, la chiesa riformata fu scossa da crisi. Nel  2001 il sinodo ripristinò l'ordinamento ecclesiastico ma nello stesso anno si staccò un gruppo più conservatore  (Sinodo Kolegija).

## Organizzazione

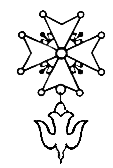
La Croce ugonotta – un simbolo dei Riformati

La più grande delle complessive undici comunità si trova nella città di Biržai, uno dei centri della Riforma in Lituania, seguita dalle comunità di Vilnius, Kaunas e Papilys. Comunità più piccole si trovano a Kėdainiai, Klaipėda, Nemunėlio Radviliškis presso Biržai, Panevėžys, Salamiestis presso Kupiškis, Šiauliai e Švobiškis (Città metropolitana di Pasvalys). In conformità alle consuetudini riformate, l'autonomia delle comunità viene molto valorizzata. Le comunità più piccole vengono dirette solo da rappresentanti da loro scelti, mentre nelle più grandi si aggiunge un collegio di anziani (seniūnai).
La direzione generale della chiesa spetta al sinodo che si riunisce ogni anno. I suoi membri sono il clero riformato (anche l'ordinazione delle donne è frequente), i curatori (laici) ed altri delegati delle comunità. Come autorità amministrativa per il periodo che intercorre fra un sinodo e l'altro vi è il Concistorio.
Il Sinodo elegge un Sovrintendente generale come presidente. Il suo ufficio corrisponde a quello di un vescovo. Il primo sovrintendente fu Simonas Zacijus (circa 1507–1591), mentre l'attuale è Rimas Mikalauskas.
La Chiesa evangelica riformata in Lituania fa parte della Comunione mondiale delle chiese riformate e della Comunione delle chiese protestanti in Europa.

## Fonti
- http://www.reformiert-online.net/adressen/detail.php?id=13202&lg=de, 12. Oktober 2006